# De Telegraaf
«Телеграаф» (De Telegraaf) — крупнейшая ежедневная газета Нидерландов. Её тираж составляет 750 000 экземпляров. Газета выходит на территории всей страны семь дней в неделю, поступает в розничную продажу в большинстве стран мира. В частности, она содержит следующие рубрики: «Политика», «В мире», «Спорт», а также ежедневную секцию, посвященную финансам «De Financiële Telegraaf». Главная редакция газеты расположена в Амстердаме. Basismedia BV, дочернее предприятие Telegraaf Media Groep, издает бесплатную ежедневную газету «Sp!ts».
Газета не имеет выраженных политических и религиозных пристрастий, не представляет какую-нибудь партию. 

## История
«Телеграаф» был основан Генри Тиндалем, который одновременно основал другую газету «De Courant» («The Gazette»). Первый тираж вышел 1 января 1893. После смерти Тиндаля 31 января 1902 типография «HMC Holdert», при поддержке финансистов, стала хозяином «Телеграаф» и «De Courant» 12 сентября 1902. Это стало хорошей инвестицией, потому что в период с 1903 по 1923 гг. типография Holdert покупала одну газету за другой. Компания добавила название «Amsterdamsche Courant» («Amsterdam Gazette») в качестве подзаголовка к газете «Телеграаф» и «Het Nieuws van den Dag» («Новости дня») к газете «De Courant». В 1926 году Holdert начал строительство нового объекта печати на улице Nieuwezijds Voorburgwal в Амстердаме, по проекту Дж. Ф. Стааля и Г.Дж. Лангхаута.